# Balancê (álbum de Sara Tavares)
Balancê é o segundo álbum de estúdio da cantora portuguesa Sara Tavares, lançado em 2005 pela editora World Connection. O álbum teve grande sucesso comercial, (em Portugal, Balancê atingiu o Disco de Platina) e pela aclamação da crítica (Sara Tavares foi nomeada como Artista Revelação para os prémios BBC de World Music em 2007).
A cantora brasileira Luiza Possi realizou uma versão da canção "Balancê" em seu álbum Seguir Cantando (2011), Mariene de Castro também cantou a canção e inclui no seu álbum Colheita (2014).

## Faixas
1. Balance
2. Bom Feeling
3. Lisboa Kuya
4. Ess Amor
5. One Love
6. Poka Terra (feat. Melo D)
7. Amore E
8. Dam Bo
9. Guisa
10. Planeta Sukri (feat. Boy Gê Mendes)
11. Novidadi
12. Muna Xeia
13. De Nua (feat. Ana Moura)